# Округ Ален (Луизијана)
Ален (енгл. Allen Parish) је округ у америчкој савезној држави Луизијана.

## Демографија
По попису из 2010. године број становника је 25.764, што је 324 (1,3%) становника више него 2000. године.
| Група             | 2000.          | 2010.          |
| Белци             | 17.329 (68,1%) | 18.276 (70,9%) |
| Афроамериканци    | 6.259 (24,6%)  | 5.985 (23,2%)  |
| Азијати           | 144 (0,6%)     | 176 (0,7%)     |
| Хиспаноамериканци | 1.146 (4,5%)   | 342 (1,3%)     |
| Укупно            | 25.440         | 25.764         |